# Сапожковское духовное училище
Сапожковское духовное училище — начальное учебное заведение Рязанской и Зарайской епархии, действовавшее с 1816 по 1917 года в посёлке Сапожок Рязанской губернии.
Имело четырёхклассную программу (восемь лет учёбы), по окончании которой ученики могли поступать в духовные семинарии.

## История
Открытие духовного приходского училища состоялось 3 сентября 1816 года. В феврале 1816 года для открываемого училища у коллежской советницы фон Гаузен за 1900 рублей ассигнациями были куплены две усадьбы с находящимися на них домом из толстого дубового леса и амбаром, сараем и баней.
В 1852 году училище было преобразовано: приходское отделение упразднилось, училище стало уездным и состояло из низшего, среднего и высшего отделений.
В 1866 году по новому уставу оно было вновь реформировано.
В 1874 году деревянное здание училища сгорело и взамен его выстроено каменное здание, существующее теперь и стоящее на наивысшей точке Сапожка. С 13 июня 1874 года смотрителем училища был назначен Константин Павлович Доброхотов.
Закрыто в 1917 году.

## Смотрители
- ? — 1870: Пётр Васильевич Рубин[1]

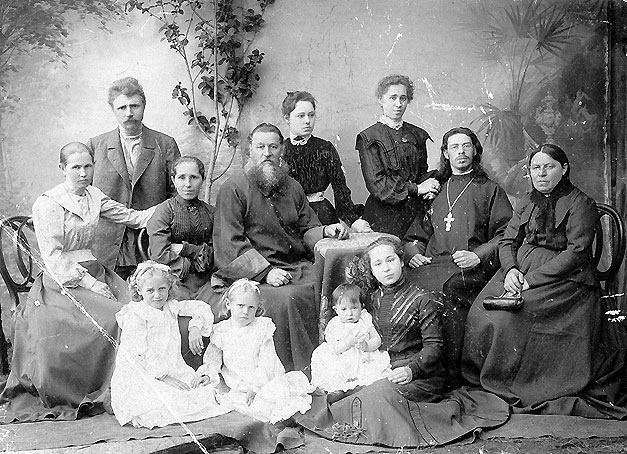
К. П. Доброхотов в кругу семьи

- с 13 июня 1874 — 1908?: Константин Павлович Доброхотов
- с 26 февраля 1915 — до закрытия: архимандрит Серафим (Руженцов)

## Известные выпускники
См. Выпускники Сапожковского духовного училища